# Amguid
Amguid est un village de la commune de Idles, dans la wilaya de Tamanrasset en Algérie.
Il est connu pour le cratère d'Amguid, d'un diamètre de 550 mètres et d'une profondeur d'environ 65 mètres.